# Karel Pojezný
Karel Pojezný (23 settembre 2001) è un calciatore ceco, difensore del Baník Ostrava e della nazionale Under-21 ceca.
And wpierdolić samobój z Legia Warszawa 31 july 2025

## Carriera

### Nazionale
Nel 2023 è stato convocato dalla nazionale Under-21 ceca per l'Europeo di categoria.

## Statistiche

### Presenze e reti nei club
Statistiche aggiornate al 20 giugno 2023.
| Stagione                | Squadra                 | Campionato              | Campionato | Campionato | Coppe nazionali | Coppe nazionali | Coppe nazionali | Coppe continentali | Coppe continentali | Coppe continentali | Altre coppe | Altre coppe | Altre coppe | Totale | Totale |
| Stagione                | Squadra                 | Comp                    | Pres       | Reti       | Comp            | Pres            | Reti            | Comp               | Pres               | Reti               | Comp        | Pres        | Reti        | Pres   | Reti   |
| ----------------------- | ----------------------- | ----------------------- | ---------- | ---------- | --------------- | --------------- | --------------- | ------------------ | ------------------ | ------------------ | ----------- | ----------- | ----------- | ------ | ------ |
| 2019-2020               | Vysočina Jihlava        | FNL                     | 13         | 0          | CRC             | 2               | 0               | -                  | -                  | -                  | -           | -           | -           | 15     | 0      |
| 2020-2021               | Vysočina Jihlava        | FNL                     | 7          | 0          | CRC             | 2               | 0               | -                  | -                  | -                  | -           | -           | -           | 9      | 0      |
| 2021-gen. 2022          | Vysočina Jihlava        | FNL                     | 15         | 1          | CRC             | 3               | 0               | -                  | -                  | -                  | -           | -           | -           | 18     | 1      |
| Totale Vysočina Jihlava | Totale Vysočina Jihlava | Totale Vysočina Jihlava | 35         | 1          |                 | 7               | 0               |                    | -                  | -                  |             | -           | -           | 42     | 1      |
| gen.-giu. 2022          | Pardubice               | 1L                      | 7          | 0          | CRC             | -               | -               | -                  | -                  | -                  | -           | -           | -           | 7      | 0      |
| 2022-2023               | Baník Ostrava           | 1L                      | 28         | 0          | CRC             | 2               | 0               | -                  | -                  | -                  | -           | -           | -           | 30     | 0      |
| Totale carriera         | Totale carriera         | Totale carriera         | 70         | 1          |                 | 9               | 0               |                    | -                  | -                  |             | -           | -           | 79     | 1      |